# Blasphémateur ! : les prisons d'Allah
Blasphémateur ! : les prisons d'Allah (Nederlands: Godslasteraar! De gevangenissen van Allah) is een autobiografie uit 2015 van Waleed Al-Husseini, een Palestijnse ex-moslim en atheïstisch activist die gevangengenomen werd wegens online godslastering, waarna hij werd vrijgelaten en naar Frankrijk vluchtte.

## Samenvatting
Het werk vertelt het leven van Al-Husseini tot aan 2015 en werd uitgebracht net na de aanslag op Charlie Hebdo. Het verhaal focust op zijn zoektocht van geloof naar atheïsme. Hij werd geboren en opgevoed in Qalqilya op de Westelijke Jordaanoever in een soennitische moslimfamilie. Al-Husseini vertelt over zijn eerste twijfels tot het in vraag stellen van de regels aangaande sociale stigma's, van zijn activisme op het internet – door zijn blog "Stem van de Rede" – op het terrein van mensenrechten en kritiek op de islam totdat zijn geschriften worden ontdekt door de Palestijnse geheime dienst en hij in de gevangenis wordt gegooid voor het beledigen van de staatsgodsdienst. De auteur zegt dat hij nooit had verwacht dat hij gevangengenomen zou worden voor zijn online schrijfsels, maar ze werden uiteindelijk zo veel gelezen dat de Palestijnse autoriteiten hem als een bedreiging begonnen te zien en hem lieten arresteren. Tijdens zijn gevangenschap werd hij onderworpen aan fysieke en psychologische marteling totdat hij, in afwachting van zijn uiteindelijke proces, op borgtocht vrijgelaten werd. Hij greep zijn kans aan om te ontsnappen naar Frankrijk als politieke vluchteling. Na zich in het land te hebben gevestigd, werd hij medeoprichter van de Raad van Ex-Moslims van Frankrijk (CEMF).

## Publicatie en vertalingen
Al-Husseini schreef het manuscript in het Arabisch, hetgeen naar het Frans werd vertaald Chawki Freiha en als eerste gepubliceerd op 14 januari 2015 door Éditions Grasset & Fasquelle. De Engelse vertaling verscheen bij Skyhorse Publishing in mei 2017 onder de titel The Blasphemer: The Price I Paid for Rejecting Islam. De Italiaanse vertaling Blasfemo! Le prigioni di Allah volgde in september 2018 bij uitgeverij Nessun Dogma.